# مزار خدیجه خاتون
مزار خدیجه خاتون مربوط به دوره صفوی است و در شهرستان خواف، بخش مرکزی، دهستان میان خواف، روستای خرگرد واقع شده و این اثر در تاریخ ۶ اسفند ۱۳۸۵ با شمارهٔ ثبت ۱۷۴۲۸ به‌عنوان یکی از آثار ملی ایران به ثبت رسیده است.